# Dicranomyia (Dicranomyia) convergens
Dicranomyia (Dicranomyia) convergens is een tweevleugelige uit de familie steltmuggen (Limoniidae). De soort komt voor in het Oriëntaals gebied.